# 리하르트 아베나리우스
리하르트 아베나리우스(Richard Avenarius, 1843년~1896년)는 독일의 실증주의적 철학자이다.
파리에서 태어나 독일에서 배운 후에 취리히 대학 교수가 되었다. 그는 인간의 인식작용을 생물학적으로 분석하고, 이에 입각해서 전적으로 순수한 경험에 의해서만 세계를 일원적으로 설명하려 하는 순수경험철학, 경험비판론의 입장을 제창하였다. 이러한 사상은 마흐와 함께 현대 논리실증주의의 철학에 큰 영향을 주었다.